# Mount Gibson
Mount Gibson ist ein kleiner Berg im ostantarktischen Mac-Robertson-Land. In den Prince Charles Mountains ragt er 4 km westlich des Mount Cameron und 5 km südlich des Schmitter Peak auf.
Luftaufnahmen, die 1956 und 1960 im Rahmen der Australian National Antarctic Research Expeditions (ANARE) entstanden, dienten seiner Kartierung. Das Antarctic Names Committee of Australia (ANCA) benannte ihn nach Peter R. Gibson, Installateur auf der Wilkes-Station im Jahr 1965.